# 即兴曲
即興曲（法語：impromptu，發音：[ɛ̃pʁɔ̃pty] ⓘ），是一種形式自由的音樂作品，因見詞生義常被認為具有一種隨興和即席演奏的特徵，事實上即興表示作曲當下創作者的靈感和樂想的自由與偶發性，且即興曲多有一定的結構與形式，初發生於19世紀單樂章鋼琴曲，此名詞最早於1817年被揚·瓦茨拉夫·沃日謝克及1822年海因里希·馬施納所使用。
通常用於獨奏樂器，例如鋼琴。根據《音樂廣訊報》的說法，Johann Baptist Cramer 在1815年開始以“即興曲”當作（子）標題出版鋼琴作品（AMZ，Mar。No II，1815，col.6）。

## 知名作品
- 法蘭茲·舒伯特：有2套曲集
  - 四首即興曲Op.90, D899（日语：4つの即興曲D899）
  - 四首即興曲Op.142, D935（日语：4つの即興曲D935）
- 弗雷德里克·蕭邦：4首作品
  - 即興曲第1號（英语：Impromptu No. 1 (Chopin)）
  - 即興曲第2號（英语：Impromptu No. 2 (Chopin)）
  - 即興曲第3號（英语：Impromptu No. 3 (Chopin)）
  - 幻想即興曲
- 李斯特·費倫茨
  - 即興曲（夜想曲）（日语：即興曲 (リスト)）
- 加布里埃爾·佛瑞：共5曲。
  - 即興曲（日语：即興曲 (フォーレ)）